# Chaco kultura
Chaco kultura je bila sjevernoamerička indijanska kultura graditelja pueblo naselja koja je postojala na jugozapadu današnjih Sjedinjenih Američkih Država, u području poznatom kao Four Corners („Četiri kuta”), tj. mjesto gdje se dotiču četiri američke savezne države: Utah, Arizona, Novi Meksiko i Kolorado. Klanac rijeke Chaco je od oko 850. do 1250. godine bio ceremonijalno, trgovačko i političko središte ove kulture koja je prethodila Pueblo Indijancima. Chaco je izniman po svojim monumentalnim javnim i vjerskim građevinama jedinstvene arhitekture. Zbog toga su arheološki lokaliteti Chaco kulture (Nacionalni povijesni park kulture Chaco, Nacionalni spomenik Aztec Ruins i još nekoliko manjih) upisani na UNESCO-ov popis mjesta svjetske baštine u Sjevernoj Americi 1987. godine.

## Povijest
Anasazi, kako su ih nazivali Navajo Indijanci što znači „Drevni” ili „Drevni neprijatelj”, su bili skupina plemena koja se odlikovala velikom raznolikošću stambenih građevina kao što su zemunice, nastambe na stijenama (npr. Mesa Verde) i pueblosi (kompleksi od adobea) u koje se ulazilo uz pomoć ljestava koja su se dizala u slučaju dolaska neprijatelja.
Povjesničari se još uvijek spore o tome kada se pojavila ova kultura, ali se uglavnom slažu da su najstariji dokazi njihovog obitovanja na ovim prostorima iz oko 1200. pr. Kr., tzv. drugo razdoblje ranih pletača korpi (1500. pr. Kr.-50. god.).
Uglavnom, u 10. stoljeću je prostor između današnjih gradova Albuquerque i Farmington, u zabačenom klancu Chaco Wash, postao središtem ove kulture, o čemu svjedoči najveći broj drevnih ruševina sjeverno od Meksika. Naime, Chacoanci su tamo dovlačili kamene blokove i drvo iz udaljenih područja, sagradivši petnaest velikih višekatnih kompleksa koji su ostali najveće zgrade u Sjevernoj Americi sve do 19. stoljeća. Neki su služili kao vjerska ceremonijalna središta, a drugi kao stambeni kompleksi, a svi su bili povezani raskošnim sustavom pažljivo isplaniranih i izgrađenih cesta. S obzirom na oštre klimatske uvjete i ograničene izvore građe u ovom području, dostignuća Chaco-Anasazi naroda su izvanredna.
Tijekom tisuću godina razvoja ove kulture građeno je sve više i više cesta, a pronađeni su i dokazi o jako razvijenoj trgovini, kao što su uvezena keramika i egzotične vrste kamena, uključujući tirkiz.
Vjeruje se kako je promjena klime koja je počela pedesetogodišnjom sušom godine 1130., naposljetku dovela do iseljavanja Chacoanaca i konačnog napuštanja klanca. Poslije 1250. godine naselja na ovom području su potpuno iseljena, a Chaco-Anasazi su se odselili uglavnom na jug gdje su se spojili s rođacima na visoravni Hopi, uz Rio Grande (narodi Keres i Tanoan), te oko planine Zuñi. Naselili su ga Navajo Indijanci tek u 17. stoljeću.

## Odlike
Anasazi su u području Chaco podizali raskošne urbane komplekse, okružene satelitskim selima i povezani mrežom ulica. U Chacou je bilo preko 150 zajednica koja su bila povezana cestama i dijelila su zajednički pogled na svijet. Njihov vrhunac je bio između 1020. i 1110. godine kada su urbanizirana i stara naselja na jako negostoljubivom terenu, Pueblo Bonito i Penasco Blanco. Pri tome su se koristili arhitektonskim planovima, astronomskim poravnanjima, geometrijom i inženjerstvom.
Pretpostavlja se da su naselja Chaco kulture imala i arheoastronomsku ulogu zbog petroglifa „Sunčevog bodeža” na samostojećoj stijeni Fajada Butte („Savijeni greben”) ↓1, ali i zato što su mnoge zgrade u Chacou usmjerene u skladu sa sunčevim i mjesečevim ciklusima, za što su bile potrebne generacije astronomskih opservacija i stoljeća koordinirane konstrukcije.
U isto vrijeme Chaco kultura se počinje odlikovati isključivo vjerskim kružnim kivasima (podzemna svetišta) u središtu puebla koji je inače bio sačinjen od raznolikih oblika građevina.
Hopi i Pueblo Indijanci, koji imaju usmenu predaju o iseljavanju iz Chacoa i duhovnoj vezi sa zemljom, smatraju te lokalitete svetim. Američka Nacionalna služba za parkove nastoji blisko surađivati s plemenskim predstavnicima kako njihova briga o lokalitetu ne bi dovela do konflikta s njihovim vjerovanjima. Ovi lokaliteti su krhki i ranjivi na oštećenja, pa je tako zbog bojazni od erozije koju bi prouzročili turisti stijena Fajada Butte zatvorena za javnost.
- Fajada Butte
- Pueblo poznat kao „Astečke ruševine” (Aztec Ruins)
- Ostaci puebla Kin Ya'a
- Pueblo Pintado
- Pueblo del Arroyo